# Pavetta translucens
Pavetta translucens är en måreväxtart som beskrevs av Cornelis Eliza Bertus Bremekamp. Pavetta translucens ingår i släktet Pavetta och familjen måreväxter. Inga underarter finns listade i Catalogue of Life.